# Oklahoma!
Oklahoma! je divadelní muzikál. Jde o první společný tvůrčí projekt úspěšné autorské dvojice, skladatele Richarda Rodgerse a libretisty Oscara Hammersteina II. Libreto zpracovává divadelní hru Lynna Riggse Green Grow the Lilacs z roku 1931. Vypráví příběh farmářské dívky Laurey Williamsové, o níž usilují dva nápadníci - kovboj Curly McLain a zloduch Jud Fry, předák na farmě. Příběh se odehrává v roce 1906. Muzikál měl premiéru na Broadwayi, v St. James Theatre, 31. března 1943, načež se dočkal 2212 repríz (rekord do roku 1961) a stal se tak naprostou broadwayskou klasikou. Roku 1944 získali oba autoři za muzikál Pulitzerovu cenu. V roce 1947 měl premiéru na West Endu. Ústřední píseň muzikálu se v roce 1953 stala hymnou amerického státu Oklahoma. V roce 1955 byl muzikál zfilmován, režii měl Fred Zinnemann. V roce 1993, u příležitosti 50 let od premiéry, muzikál získal zvláštní cenu Tony. Je často označován za přelomový mezník ve svém žánru.